# 肥尾鼠狐猴
肥尾鼠狐猴，又稱為粗尾侏儒狐猴，是一種小型的狐猴，為馬達加斯加的特有種。

## 行為
肥尾鼠狐猴為夜行性，主要以昆蟲、小型脊椎動物、水果、種子、樹葉與花朵為食。成年個體體長約20（7.9英寸），體重則可達160克（5.6盎司）。

## 分類學

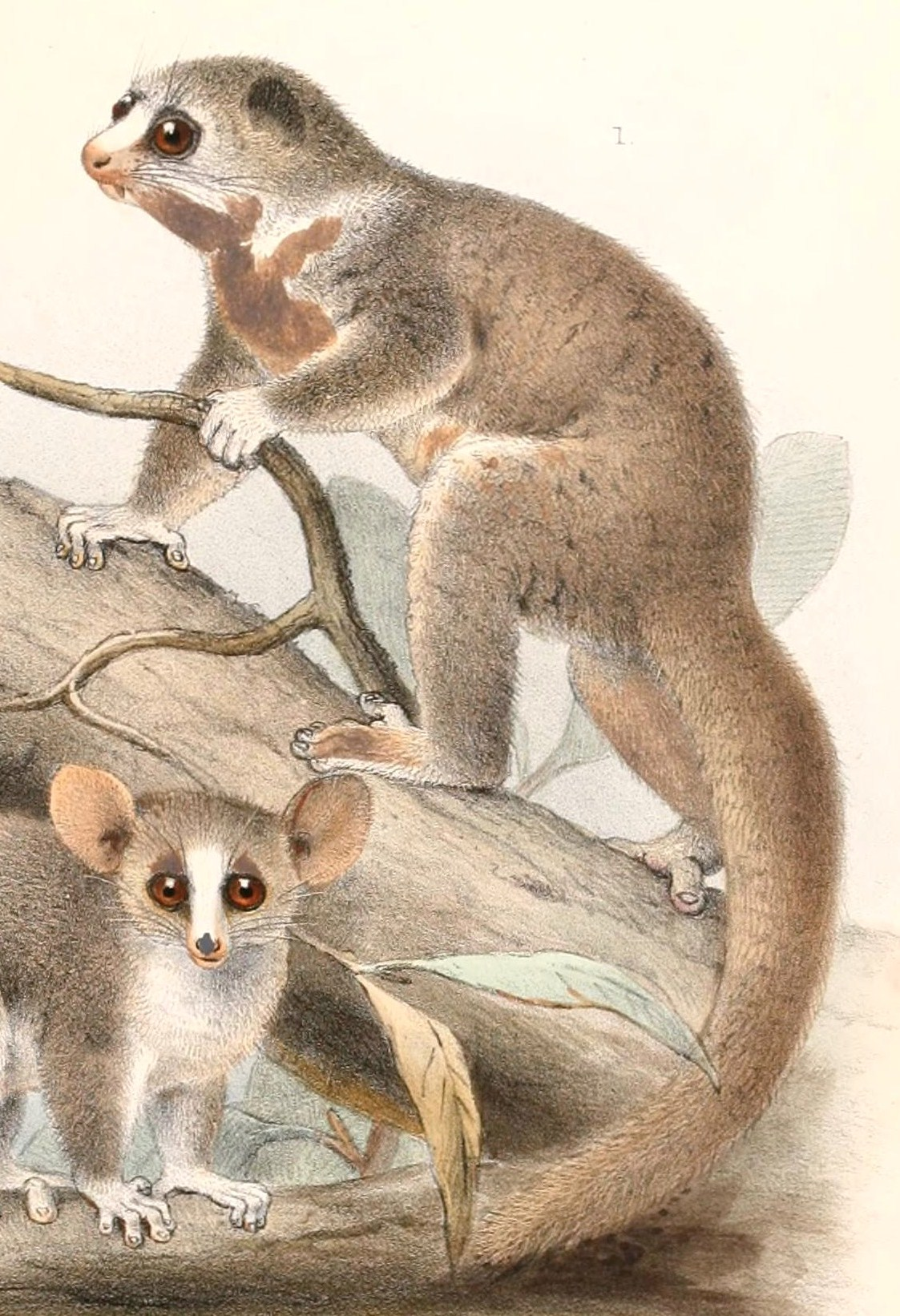
南方肥尾鼠狐猴（Cheirogaleus adipicaudatus）

在2000至2009年期間，有一群鼠狐猴由生物分類學家科林·格罗夫斯發表並命名為南方肥尾鼠狐猴（Cheirogaleus adipicaudatus），主要特徵在於背側深棕色、腹側灰色的毛皮，背側不明顯的條紋、面部中央較短的白色紋路、以及黑色的眼圈。然而，於2009年，Groeneveld等人藉由基因分析顯示南方肥尾鼠狐猴僅是肥尾鼠狐猴的異名，南方肥尾鼠狐猴不再被視為是獨立物種。

## 冬眠
儘管位於熱帶的馬達加斯加冬季氣溫仍有10-15°C，但研究顯示肥尾鼠狐猴具有冬眠的行為，時間可長達七個月。然而，馬達加斯加的冬天較為乾燥，所以肥尾鼠狐猴的冬眠行為可能是為了避開乾旱期食物的缺乏而非度過低溫。肥尾鼠狐猴是目前唯一有記錄到冬眠行為的熱帶哺乳動物以及靈長類。和其他溫帶地區冬眠物種不同的是，肥尾鼠狐猴並不會於冬眠時維持體溫，當牠們所冬眠的樹洞無法隔絕外界溫度時，肥尾鼠狐猴的體溫就會隨著外界的溫度波動。於蟄伏時，肥尾鼠狐猴有時會被觀測到進入快速動眼睡眠，但不會進入非快速動眼睡眠，這和冬眠時的地松鼠恰好相反；快速動眼期會發生在外在溫度較高的時候（約為27°C，相較於蟄伏時候維持非睡眠狀態的20°C）。
人工飼養的肥尾鼠狐猴壽命可達30歲，高於其他相同體型的原猴及非原猴，原因可能就是因為牠們會進行週期性的冬眠。
肥尾鼠狐猴會將脂肪儲存於尾巴，作為冬眠時所需的能量來源。

## 延伸閱讀
- Schwensow, Nina; Fietz, Joanna; Dausmann, Kathrin; Sommer, Simone. . Evolutionary Ecology. September 2008, 22 (5): 617–636. doi:10.1007/s10682-007-9186-4.
- Fietz, J.; Tataruch, F.; Dausmann, K.; Ganzhorn, J. . Journal of Comparative Physiology B. February 2003, 173 (1): 1–10. doi:10.1007/s00360-002-0300-1.